# Alwina
Alwina – imię żeńskie pochodzenia germańskiego. Pochodzi od staroangielskiego imienia Ælfwine (przyjaciel elfów). Alwina jest również skróconą formą imienia Adalwina.
Męski odpowiednik: Alwin
Alwina imieniny obchodzi 26 maja.

## Znane osoby
- Alwina Gossauer – szwajcarska fotograficzka
- Alwina Valleria – amerykańska śpiewaczka